# Ушкарьов Анатолій Федорович
Анато́лій Фе́дорович Ушкарьо́в (* 5 лютого 1928, Ленінград — 2008), український та російський диригент, композитор, педагог, 1965 — заслужений діяч мистецтв України. Писав оперети, комедії, ораторії, сюїти.

## Короткий життєпис
1945 року закінчив Московське хорове училище. В 1948—1951 роках працював викладачем у Московському хоровому училищі.
Разом з тим в 1949—1951 роках — диригент Російського народного хору ім. М. П'ятницького.
1950 року закінчив Московську консерваторію по класу диригування — педагогами були В. Г. Соколов та Н. П. Амосов.
1951—1956 роки — художник та головний диригент Ансамблю пісні і танцю групи радянських військ в Румунії.
В 1956—1962 роках — керівник Українського ансамблю пісні і танцю Донецької філармонії, у 1962—1965 — Шахтарського ансамблю пісні і танцю Донбасу.
У 1965—1969 роках був художнім керівником Донецької обласної філармонії та викладачем Донецького музично- педагогічного інституту, з 1968 року — доцент.
В 1969—1973 роках працює ректором Астраханської консерваторії.
Протягом 1973—1975 років працює заступником директора Росконцерту.
З 1973 — на посаді доцента кафедри творення теоретико-композиторського факультету Московської консерваторії.
Починаючи 1975 роком, працює головним редактором репертуарно-редакційної колегії Управління музичних закладів міністерства культури РСФСР. В 1973—1995 роках викладав у Московській консерваторії.

## Його твори
- оперети — «Любушка» (поставлена 1985 в Сиктивкарі),
- «Дон Сезар де Базан»,1987,
- музичні комедії — «Щастя Василіси» — Хабаровськ, 1982,
- «Чудіще» (Аленький цветочек), Барнаул, 1986,
- ораторія для солістів, хору та симфонічного оркестру «Я славу жінці співаю», 1980, слова Віталія Татаринова,
- кантати: «Батьківщина», 1968, слова Віктора Бокова,
- «Хліб» — 1986, слова Т. Георгієва,
- для симфонічного оркестру — симфонії — Перша, 1985,
- Друга, 1987,
- балетні сюїти: «Квіти України», 1966,
- «Зорі назустріч», 1966,
- поема «Берізка», 1968,
- для фортепіано та симфонічного оркестру — «Концерт»,
- для скрипок та симфонічного оркестру — «Концерт», 1969,
- «Струнний квартет» — 1983,
- для камерного оркестру — «Концерт» — 1977,
- для духового оркестру — марш «Слава Серпу та Молоту» — 1977,
- для оркестру народних інструментів — «Сюїта на теми козацьких пісень», 1949,
- для віолончелі та фортепіано — «П'єса», 1970,
- для домри та фортепіано — «Дві п'єси», 1976,
- для фортепіано — «Збірник дитячих п'єс», 1964,
- «Прелюдії», 1971,
- для баяна — «Дві п'єси»,
- для естрадного оркестру — «Фантазія»,1 954,
- «Співають гітари» — 1975,
- для голосу та фортепіано — романси на слова В. Жуковського, Олександра Юрлова,
- хори — цикл «Моя Росія» на слова радянських поетів — 1972,
- «Хорова поема про Кавказ» — слова Т. Зумакулової, 1985,
- «Цикл на слова петів епохи Відродження» — 1978,
- на слова О. Пушкіна, В. Бокова, С. Кондаурова, В. Лаврова, А. Пришельця, Є. Летюка,
- збірники хорів для дітей — «Здрастуй, сонце» — на вірші російських поетів-класиків, 10 віршів, 1983,
- «Дзвенять струмки» — 20 хорів, на слова П. Ладонщикова, 1985,
- пісні на слова радянських поетів, обробки польських, російських, румунських, українських, чеських народних пісень, музичні казки для дітей — «Пихате зайченя» — по С. Михалкову, 1967,
- «Казка про рибалку та рибку» по О. Пушкіну, 1980.
- 1985 написав музику до фільму-спектакля «Такий дивний вечір в сімейному колі».

## Деякі його твори, що вийшли друком
- «Мадригал: хори на вірші поетів Відродження», 1980,
- «Основи хорового письма: навчальний посібник для композиторів та диригентів — хорових відділень музичних вузів», 1982,
- «Хорові пісні летять над Росією, пісні та хори, для хорів різних складів без супроводу та в супроводі баяна», 1983,
- «Я славу жінці співаю! Ліричні ораторії, для солістів — сопрано, тенор, баритон, змішаного хору та фортепіано» — 1985,
- «Перший квартет: для двох скрипок, альта та віолончелі», 1987,